# Kazimierz Moskal
Kazimierz Marian Moskal (Żyraków; 2 de Fevereiro de 1962 — ) é um político da Polónia. Ele foi eleito para a Sejm em 25 de Setembro de 2005 com 9541 votos em 23 no distrito de Rzeszów, candidato pelas listas do partido Prawo i Sprawiedliwość.